# 1871 en Nouvelle-Écosse
Chronologie de la Nouvelle-Écosse
- 1867
- 1868
- 1869
- 1870
- 1871
- 1872
- 1873
- 1874
- 1875

Cette page concerne des événements d'actualité qui se sont produits durant l'année 1871 dans la province canadienne de la Nouvelle-Écosse.

## Politique
- Premier ministre : William Annand (Parti anti-confédération-libéral)
- Chef de l'Opposition : Hiram Blanchard (Parti conservateur)
- Lieutenant-gouverneur : Charles Hastings Doyle
- Législature : 24e (en) puis 25e (en)

## Événements
- 16 mai : le Parti libéral de William Annand est réélu pour un deuxième mandat majoritaire, bien qu'il ait perdu 12 sièges avec 52,2 % du vote lors de l'élection générale (en), tandis que le Parti conservateur obtient 14 sièges avec 43,7 % du vote et formera toujours l'Opposition officielle.

## Naissances
- Frédérick George Creed, né à Mill Village (1871-1957) est un inventeur canadien. Il a travaillé dans le domaine des télécommunications, et a joué un rôle précoce dans le développement de vaisseaux SWATH (Small Waterplane Aera Twin Hull). Le NGCC Frederick G. Creed, un navire canadien, a été baptisé ainsi en son hommage.

- 4 août : Robert Hamilton Butts (en), député fédéral de Cap-Breton-Sud et Richmond (1917-1921).

## Décès
- 11 mars : John Heckman (en), député provincial du comté de Lunenburg (1818-1826) et de Luneng burg township (1826-1847).
- 18 novembre : Enos Collins (en), armateur, marchand, banquier et corsaire.